# Крымские готы
Кры́мские го́ты (готаланы, готы-трапезиты по горе Чатыр-Даг, ранее известна также отдельная группа крымских готов в Восточном Крыму — готы-тетракситы; ср.-греч. Τετραξϊται, Τραπεζϊται) — этническая группа готов, одного из германских племён, откочевавших во время Великого переселения народов в III веке в районы Северного Причерноморья, а затем — в Крым. 
Последние эпиграфические данные о существовании готов в Крыму относятся к IX веку, однако по ряду источников ясно, что история готов в Крыму длилась гораздо дольше, ранее слово «гот» из этнонима перешло в личное имя (найдено на одном из надгробий)
Вероятно, они постепенно были ассимилированы греками, достаточно долго сохраняя готский язык (подробнее см. крымско-готский язык). Ареал расселения готов в Крыму также не до конца ясен. В разное время они обитали на Керченском полуострове и в южной части Крыма, которая впоследствии именовалась Готия (средневековое христианское княжество Феодоро).

## Появление и жизнь готов в Крыму
Готы оказались в Крыму в ходе миграций поздней античности, в III веке нашей эры. Вероятнее всего, по языку и культуре крымские готы были ближе к своим соседям остготам, жившим в северном Причерноморье, нежели к вестготам. В Крыму готы быстро захватили и ассимилировали остававшихся там аланов, почему и по названию занятой ими прежней крымской Алании их называли также готаланами, и заняли весь полуостров, кроме Херсонеса. В конце III века готы взяли под контроль Боспорское царство и встроились в его элиту, сохраняя традиции военной демократии. Отряды готов нанимались на службу к Римской империи, участвовали в различных военных походах. Среди готов быстро распространилось христианство (арианство). К середине IV века после упадка Боспорского царства готы стали главной политической силой на полуострове.
В годы господства гуннов, а затем булгар и авар в северном Причерноморье (конец IV — начало VI веков) крымские готы выступали в качестве своеобразного буфера между римским (византийским) Херсонесом и азиатскими кочевниками. С усилением византийского влияния в Крыму в начале VI века готы вливаются в греко-византийскую общину полуострова, вероятно, в качестве её военно-административной составляющей, хотя по сообщениям Прокопия Кесарийского, основным занятием готов в Крыму было земледелие. В VIII веке крымские готы были православными.
Готы не только продолжали заниматься традиционными видами деятельности, но и торговали, нередко пересекая с ценным товаром половецкие степи. Так, в «Житии Антония Римлянина» встречается известие о прибытии в Новгород в первой половине XII в. некоего крымского гота, владевшего греческим и русским языками (Новгородские летописи, 1879, 187—188), из чего можно сделать вывод, что гость посещал русские земли неоднократно, то есть между двумя единоверными государствами связи были более или менее постоянными.
О готах того периода в устье Дона или Южном Крыму говорит «Слово о полку Игореве»:

Се бо готские красные девы въспеша на брезе Синему морю (то есть Азовскому). Звоня рускым златом, поют время Бусово, лелеют месть Шаруканю.
Матвей Парижский про завоевание «татарами»,-под которыми следует понимать монголов-Готии (Гутии) записал следующее:

«…племя это бесчеловечное и лютое, не ведающее законов, варварское и неукротимое, которое тартарами зовется, предавая безумным и неистовым набегом северные земли христиан ужасному опустошению, повергло всех христиан в безмерный страх и трепет. Вот уже и Фризию, Гутию, Польшу, Богемию и обе Венгрии в большей их части, после того как правители, прелаты, горожане и крестьяне бежали или были убиты, неслыханной жестокостью как бы в пустыню превратили».— Матвей Парижский Великая хроника
В XIII—XIV вв. в истории готов все большую роль начинают играть генуэзцы, основавшие в 1266 г. колонию в Кафе и купившие у татар обширную прилегающую территорию. Они продвигались вдоль Южного берега, а с 1365 г. стали вне конкуренции в торговле и политическом влиянии в этой части Крыма. И в 1380-х гг. они договорились с темником Мамаем о разделе Крыма; готы получили при этом территорию от Балаклавы до Алушты, за исключением ряда крепостей: Форы (Форос), Хихинео (Кикинеиз), Лупико (Алупка), Мусакори (Мисхор), Ореанда, Джалита, Сикита (Никита), Горзовиум, Партените, Ламбадие (Биюк-Ламбат и Кучук-Ламбат), Луста (Алушта), оставшихся за генуэзцами (Малицкий Н. В., 1933, 6). Новая область стала при этом называться «Капитанство Готия» (Капитанатус Готиэ). Ясно, что итальянцы получили лишь узкую полоску берега; горы и леса к северу от Ялты, сердце старой Готии, остались в целости и независимости. Во главе её по-прежнему остался князь (он мог быть и греческого происхождения), обязанный данью татарам и вассалитетом Трапезунду. О сохранении им власти согласно свидетельствует надпись 1427 г. на плите из Каламиты: «Князь Алексей из Феодоро воздвиг крепость и церковь Св. Константина и Елены» (Малицкий Н. В., 1933, 25 — 32). Этот же князь Алексей позднее положил начало возврату приморских земель. Умный и энергичный политик, он стал инициатором тесного сотрудничества Феодоро с крымским ханом, также опасавшимся и генуэзцев, и стамбульских турок. При нём было возвращено прежнее значение захиревшему было порту Каламите, расширены границы города. За год до смерти (1434 г.) князь вернул готам бухту Символов (Балаклавская) и крепость Чембало, отнятую у них генуэзцами за 66 лет до того. Борьба за побережье продолжалась и позже, чему способствовал рост престижа княжеского дома — дочь князя вышла замуж за Давида Комнина, ставшего вскоре императором Трапезунда. «Сеньором Феодоро» стали итальянцы именовать уже сына Алексея, занявшего престол отца (его имя до нас не дошло, но татары именовали молодого властителя Олу-бей, то есть Большой князь). Князем величали его и русские. Брак с членом княжеского дома, близкородственного константинопольским Палеологам и трапезундским Комнинам, отныне мог считаться честью для представителя любой христианской династии — и мангупская княжна, дочь Олубея, стала женой Стефана Великого, а Иван III вел переговоры с князем Исайко, её братом, о браке другой княжны с московским царевичем. Укрепив таким образом свои политические позиции, князья Феодоро могли после завоевания Константинополя турками (1453 г.) вступить в серьёзный конфликт с итальянцами. Генуэзцы разработали план полного подчинения себе готов. В конфликте победили германцы, и уже в 1458 г. в официальном документе, составленном в канцелярии Кафского консулата, готский князь (Dominus theodori) был признан одним из четырёх «черноморских государей» (Braun F., 1890, 34). Это свидетельствовало и о признании того важного факта, что, опираясь на мощную армию, готы, эти прирождённые мореплаватели, вернули себе значительную часть южнобережных крепостей и портов.
Однако этот всплеск былого величия Готии был последним перед её окончательным падением. В 1475 г. Кафу взяли турки; осадили они и Мангуп. Установив на примыкавших к главным воротам высотах легкую и осадную артиллерию, они подвергли столицу непокорных готов разрушительному обстрелу — впервые в её истории. Тем не менее она держалась около трех месяцев и сдалась, лишь когда иссякло продовольствие. Турки, обещавшие помиловать горожан, устроили дикую резню — об этом говорят братские могилы казненных мангупцев. Тем не менее княжеский род уцелел; сохранился и старый титул князей. Мы встречаем их имена в числе вассалов султана и послов Стамбула в Москву: князя Кемальби, его сына Мануэля, очевидно христианина (Карамзин Н. М., т. I, с. VII, примеч. 105), в Москве же проводит последние годы жизни князь Скиндер (Александр) Мангупский (там же, с. VII, 115, примеч. 233, 235, 236). Но это уже был последний упомянутый в известных нам источниках князь, хотя линия их продолжалась в боярских родах Головиных и Ховриных — сын мангупского князя Стефана Ховры (ум. в 1400 г.), брат топарха Алексея (ум. в 1428 г.), стал членом этого рода (Бархатная книга, 1797, 270). Само же княжество безвозвратно пало; города Мангуп, Чембало, Каламита и все их земли вошли в Мангупский кадылык султана; Каламиту при этом переименовали в Инкерман, Чембало — в Балаклаву, столицу же — в Мангуп-Кале. Последняя сохранила своё значение лишь как крепость; торговля и ремесло здесь быстро пришли в упадок. Виной тому было её новое, периферийное положение — вдали от турецких торговых магистралей. Город дважды выгорает — в 1493 и 1592 гг. … Однако в столице и других городах готское население отнюдь не представляло собой всего народа и даже большей части его. Основная масса готов-крестьян в отличие от горожан, не подвергшихся в XV в. ни эллинизации, ни тюркизации, продолжала жить в глухих горных селениях, поддерживая минимальные связи с внешним миром, сохраняя свою древнюю культуру, свой язык. Процесс ассимиляции крымских готов продолжался несколько столетий. Последние эпиграфические данные о готах в Крыму относятся к IX веку, к этому времени слово «гот» превратилось в личное имя (вероятно, указывавшее на происхождение). Название «Готия» применительно к юго-западному Крыму продержалось на протяжении всего Средневековья. В частности, в XIII—XIV генуэзцы называли свои владения в западной части южного берега Крыма Приморской Готией (Gothia Maritima), также Готией часто именовалось княжество, более известное в исторической литературе как Феодоро. По словам минорита Вильгельма де Рубрука, следовавшего в 1253 году из Константинополя к татарам, он видел на южном побережье Крыма замки, в которых «было много готов, язык которых тевтонский (teutonicum)».
Расположенная в Крыму православная епархия Константинопольского патриархата носила название Готфская и Кафская митрополия вплоть до 1798 года, когда после переселения греков из Крыма в северное Приазовье (район Мариуполя) епархия была ликвидирована. В её память в историческом центре Мариуполя названы две улицы — Готфейская и Каффайская.

## Крымские готы как объекткриптоэтнологии
По сообщению историка Иордана готы пришли в Крым в III веке. Однако согласно краниологическим исследованиям крымских могильников II—IV веков черепа из них сходны с черепами скифов Нижнего Поднепровья, а с черепами скандинавов имеются очень большие различия и, что по краниометрическим показателям в населении Крыма ни в первых, ни в последующих веках не проявляются черты готского влияния. По далматинским хроникам «готы» могли быть понятием собирательным.
Исходя из сообщения византийского историка Пахимера (ок. 1290 года), можно прийти к выводу о том, что готы, ранее говорившие на греческом и готском языках, уже к концу XIII века переняли татарские обычаи, язык и одежду, а также вступили с завоевателями в политический союз.
В 1334 г. путешественник Марино Санудо Старший различал среди крымских ромеев «готов, алан и некоторые другие народы, идущие по стопам греков [в смысле религии]».
Венецианец Иосафато Барбаро, побывавший в Северном Причерноморье в 1436—1452 годах, рассказывал: «Готы говорят по-немецки. Я знаю это потому, что со мной был мой слуга-немец; они с ним говорили и вполне понимали друг друга».
В XVI веке фламандец Ожье Гислен де Бусбек (аристократ, служивший в качестве посла Священной Римской империи в Османской империи), дипломат, гуманист, в письме к другу-учёному сообщал, что беседовал с двумя послами из Крыма — крымским готом, забывшим родной язык, и крымским греком, владевшим крымско-готским языком. 
Гот был высокого роста, и во внешности его сквозила прирожденная скромность, что делало его похожим на фламандца или голландца. Когда я спросил его о натуре и языке их народа, он отвечал весьма недвусмысленно, что их народ, готы, весьма воинственен, что он и поныне еще занимает многие области…, что у них есть два главных города – один зовется Мангуп, другой – Скиварин. Готы – до сих пор христиане, хотя и окружены иноверцами.
 — писал Бусбек. На основании беседы-опроса Бусбек создал краткий словарь крымско-готского языка (около 80 слов). При этом, непосредственно Крымский полуостров Бусбек не посещал, а беседа происходила в Стамбуле. Собеседники сообщили Бусбеку, что крымские ханы набирают для своего войска из числа готов отряд пехоты численностью 800 человек.
В 1606 году энциклопедист-гугенот Жозеф Жюст Скалигер писал, что крымские готы читают Ветхий и Новый Завет «по буквам алфавита Вульфилы».
В греческой эпиграфике Крыма представлены немногочисленные реликтовые имена германской этимологии.
Последнее упоминание о потомках готов относится к концу XVIII века, когда католический архиепископ Станислав Богуш-Сестренцевич посещал в 1780—1790 годах Крым и Мангуп. Встретив там несколько семейств, язык, обычаи и внешний вид которых отличался от окрестных племён, он пришёл к выводу, что это готы.
С начала XIV века крымские готы ассоциируются с экзоэтнонимом «таты» и входят, наряду с несколькими другими народами, исповедовавшими христианство греческого образца, в состав татской этнической общности. На это обращал внимание турецкий путешественник XVII века Эвлия Челеби: «Имеют таты своеобразное наречие и слова. Это не греческий язык, не язык иудейский или язык народов аланов, а наречие особенное. Когда они между собой разговаривают, человек весьма удивляется.» В традиции потомков крымских христиан — приазовских греков, после переселения из Крыма в 1778 г. экзоэтноним «таты» применяется к жителям населённых пунктов, пользующимся в быту румейским наречием греческого языка, что свидетельствует об окончательной утрате носителями готского языка ещё до конца XVIII в.
В конце XIX — первой трети XX веков появляется ряд работ, в которых описывается «готская историография» позднего средневековья. Считая сообщения Бусбека и встречи с голубоглазыми крымцами достаточными основаниями для утверждения о существовании в Крыму готской общины, эти авторы (А. А. Васильев и другие) полагали, что христианское население Крыма в средние века было представлено в основном готами или, по крайней мере, готы были элитой в этих сообществах. Эти публикации были использованы германскими нацистами для обоснования исторической принадлежности Крыма и Причерноморья к «арийской территории», нацистское руководство предполагало создать в Крыму немецкую колонию под названием «Готенланд» (земля готов).
Дискуссионным является вопрос о роли готов в этногенезе караимов и карачаевцев.
Часть потомков крымских готов влилась в крымскогреческий этнос. Среди их потомков, идентифицирующих себя сегодня, в основном, как греки Приазовья, распространена характерная фамилия Халангот. Исследователи предполагают, что это этноним, отражающий период сближения христиан Крыма готского и аланского этносов.
Жителей крымскотатарских селений Коккоз, Махульдур, Багъатыр, Айтодор и других, расположенных на территории бывшей Готской епархии княжества Феодоро, население соседних районов помимо этнонима «тат» до 1944 года именовало «катфритлер»/«катферитлер», то есть «готфридами». В крымскотатарском языке есть пословица: «Катфериттен хыз алсан, арабан екильген олсун» — «Если ты берешь в жёны девушку катферитов, телега твоя должна быть запряжена». Большая часть потомков жителей этих сёл до перемешивания в депортацию 1944 годы были русоволосые европеоиды с голубыми и серыми глазами. В произведениях классика крымскотатарской литературы Ш. Алядина (родился в селении Махульдур) упоминается родник Гот-Фрид.
Ни до, ни после Бусбека крупных письменных памятников готского языка в Крыму, кроме нескольких готских слов в граффити из Мангупа в синхронных археологических слоях, обнаружено не было .

### Современные мистификации рунного письма
Известные в истории сведения о готском государстве в Крыму породили ожидания, что хотя бы на раннем этапе крымские готы могли использовать руническое письмо. Поэтому находка на мысе Опук в 1996 году в Крыму камня с «руническими» знаками вызвала большой научный ажиотаж. Вышла статья руководителя археологической экспедиции на горе Опук В. К. Голенко о найденном артефакте и целый шлейф статей интерпретаций. К чести археологического сообщества, часть авторов высказывала сомнения в подлинности этой находки. В настоящее время камень хранится в Крымском республиканском краеведческом музее в Симферополе. Однако уже в 2010 году Н. Ф. Федосеев в статье «О достоверности рунических надписей Причерноморья» дезавуировал все эти построения. Надпись была выполнена О. Куприяненко, жителем Керчи, увлекающимся эзотерикой, в 1994 году как часть художественных проб. За два года она прошла процесс естественного старения и была обнаружена В. К. Голенко. Позднее успех «сенсационный находки» породил целый бум «рунических камней» на Керченском полуострове.

## Новые находки: граффити на готском языке
В 2015 г. историком Андреем Виноградовым опубликованы граффити на готском языке из Крыма, в основном религиозного содержания, относящиеся к IX—X вв. Они состоят из нескольких фраз и предложений. Язык этих крымских надписей мало отличается от языка Библии Вульфилы. Поверх данных граффити были нацарапаны чуть более поздние надписи на греческом языке, что первоначально затруднило их идентификацию (камни были обнаружены ещё в 1938 г.).
Константинопольский архиепископ Иоанн Златоуст уделял большое внимание миссионерской деятельности среди готов как в пределах Империи (он выделил им в Константинополе церковь св. Павла, где сам периодически проповедовал через переводчика), так и на её северных рубежах. Иоанн Златоуст рукополагал готских пресвитеров, диаконов, чтецов и как минимум одного готского епископа Унилу, при нём возникают и первые готские монашеские общины. Можно предположить наличие связи этой готской миссии святителя и с распространением в Крыму ульфилианской письменности.